# Опасно по живот (албум)
Опасно по живот је трећи студијски албум Гоге Секулић који је издат 2002. године za Gold Audio Video и JVP Vertrieb AG на аудио касети и компакт-диску, са тим да на компакт диску има 8 бонус песама у односу на аудио-касету.